# Mykola Soesjak
Mykola Josypovytsj Soesjak (Oekraïens: Микола Йосипович Сушак, Russisch: Николай Иосифович Сушак) Koekavka, Oblast Vinnytsja, 19 mei 1943 - Kiev, 20 maart 2014 is een voormalig professioneel basketbalspeler uit Oekraïne die uitkwam voor het basketbalteam van de Sovjet-Unie. Hij kreeg verschillende onderscheidingen waaronder De kapitein van de sport van internationale klasse. Hij had de rang van Luitenant-kolonel in het Russische Leger.

## Carrière
Soesjak speelde zijn gehele carrière bij SKA Kiev met uitzondering van het jaar 1967, toen hij uitkwam voor de Oekraïense SSR. Met de Oekraïense SSR werd hij Landskampioen van de Sovjet-Unie in 1967. In 1968 werd hij tweede en in 1972 derde om het landskampioenschap met SKA. In 1965 won hij goud op de Europese kampioenschappen met de Sovjet-Unie.
Na het voltooien van een speelcarrière, doceerde hij aan de Kiev Hogere Militaire Luchtvaart Engineering School en bleef hij zich bezighouden met basketbal. In 1985, tijdens een wedstrijd, liep hij een ernstige dwarslaesie op waardoor hij lange tijd in bed moest blijven. Het lukte om te herstellen van een blessure en op zichzelf te staan. Hij richtte het Centrum voor restauratieve orthopedie en revalidatie van ruggengraat patiënten op in Kiev.

## Erelijst
- Landskampioen Sovjet-Unie: 1
  - Winnaar: 1967
  - Tweede: 1968
  - Derde: 1972
- Spartakiad van de volkeren van de USSR: 1
  - Goud: 1967
  - Zilver: 1971
- Europees kampioenschap: 1
  - Goud: 1965